# 755 (číslo)
Sedm set padesát pět je přirozené číslo. Následuje po čísle sedm set padesát čtyři a předchází číslu sedm set padesát šest. Římskými číslicemi se zapisuje DCCLV a řeckými číslicemi ψνε. 

## Matematika
755 je:
- Deficientní číslo
- Poloprvočíslo
- Nešťastné číslo

## Astronomie
- (755) Quintilla je planetka hlavního pásu, kterou objevil v roce 1908 Joel Hastings Metcalf

## Roky
- 755
- 755 př. n. l.